# Пропавший регбист
«Пропа́вший регби́ст», в некоторых переводах – «Пропа́вший трёхчетвертно́й» (англ. The Adventure of the Missing Three-Quarter) — один из рассказов английского писателя Артура Конан Дойля о знаменитом сыщике Шерлоке Холмсе. Входит в сборник рассказов «Возвращение Шерлока Холмса», опубликованный в 1905 году и состоящий из 13 рассказов, написанных в 1903—1904 годах.

## Сюжет
К Шерлоку Холмсу по рекомендации инспектора Стенли Хопкинса обращается мистер Сирил Овертон, капитан регбийной команды  из Кембриджа. Пропал некий Годфри Стонтон, лучший регбист команды. Накануне вечером, получив от какого-то седобородого мужчины записку, страшно взволновавшую его, Стонтон скрылся вместе с бородачом в неизвестном направлении.
Начав расследование с осмотра гостиницы, где находился Стонтон перед своим исчезновением, Холмс выяснил, что перед визитом неизвестного Стонтон получил телеграмму и тут же отправил ответ, последними словами которого были: «Помогите нам, ради всего святого». В ходе осмотра номера, где жил Стонтон, в него внезапно входит лорд Маунт-Джеймс, дядя Стонтона. Его вызвал телеграммой Сирил Овертон в надежде, что он оплатит услуги Шерлока Холмса. Но дядя, будучи скрягой, отказался платить.
На почте Холмс выясняет, что Стонтон отправил телеграмму некоему доктору Лесли Армстронгу, но все попытки расспросить доктора о местонахождении пропавшего оказываются тщетными. Армстронг, считая, что сыщика нанял лорд Маунт-Джеймс, в грубейшей форме отказывается от общения с Холмсом. Тогда тот пытается выследить доктора, проследив за ним во время его поездок, справедливо полагая, что Армстронг встречается со Стонтоном, но и эти усилия детектива также не увенчались успехом. Наконец, Холмс делает блестящий ход: он незаметно обливает колесо кареты доктора пахучим анисовым маслом, а потом с помощью собаки-ищейки находит дом, в который ездит доктор Армстронг. Проникнув внутрь здания, Холмс и Ватсон обнаруживают там бездыханное тело молодой женщины и у одра покойной — безутешного Стонтона. Вошедший следом доктор Армстронг, выслушав заверения Холмса относительно сохранения с его стороны конфиденциальности данного дела, всё объясняет.
Оказывается, Годфри Стонтон год назад женился на простой девушке, дочери своей квартирной хозяйки. Из опасения, что лорд Маунт-Джеймс, узнав о неравном браке племянника, лишит его наследства, Стонтон виделся с женой тайно, при содействии доктора Армстронга. Вскоре она серьёзно заболела чахоткой, и доктор Армстронг вызвал её супруга телеграммой. Увы, спасти больную не удалось.

## Интересные факты
- Рассказ «Пропавший регбист» входит в ограниченный список рассказов (например, таких как «Скандал в Богемии», «Знатный холостяк», «Человек с рассечённой губой») о приключениях Шерлока Холмса и доктора Ватсона, в которых отсутствует криминальная подоплёка.